# دن هو
دن هو (انگلیسی: Don Ho; ۱۳ اوت ۱۹۳۰ – ۱۴ آوریل ۲۰۰۷) یک موسیقی‌دان اهل ایالات متحده آمریکا بود. وی بین سال‌های ۱۹۵۹ تا ۲۰۰۷ میلادی فعالیت می‌کرد.
او در فیلم‌های اصرار و گروه رفقا بازی کرده‌است.